# Талиев, Даниил Иванович
Даниил Иванович Талиев (октябрь 1784, Оринино, Козьмодемьянский уезд, Казанская губерния, Российская империя — 7 апреля 1837, Санкт-Петербург, Российская империя) — военный врач, генерал медицинской службы, организатор здравоохранения в Русской императорской армии. Доктор медицины, статский советник.

## Биография
Родился в октябре 1784 году в деревне Оринино в семье духовного служителя Ивана Михайловича Иванова (Талиева), третий сын.
Окончил Казанскую новокрещенскую школу. Как один из лучших выпускников впоследствии был принят в духовную академию, откуда был направлен в медико-хирургическую академию в Санкт-Петербург.
В начале 1806 года Даниил Талиев поступил в Медико-хирургическую академию в Санкт-Петербурге, которую окончил в 1809 году.
После окончания академии назначен на должность лекаря в Екатеринославский гренадерский полк. Участник Отечественной войны 1812 года (штаб-лекарь). Участвовал в сражениях при Валутиной Горе, Бородино, Тарутино, Малоярославце и Красном. С 1812 года работал старшим лекарем, с начала 1813 года полковым старшим лекарем 1-го класса.
По представлению фельдмаршала М. И. Кутузова от 21 февраля 1813 года императором Александром I был возведён в дворянское звание, 28 февраля 1813 года пожалован в коллежские асессоры. 1 января 1815 года приказом военного министра определён в Санкт-Петербургский военно-артиллерийский госпиталь и одновременно назначен столоначальником медицинского департамента Военного министерства. С 1818 года — дивизионный доктор, с сентября 1831 года — начальник Первого отделения медицинского департамента Военного министерства, в конце 1836 года вышел в отставку и стал выполнять обязанности окружного генерала медицины.
Захоронен на Митрофаниевском Православном кладбище в Санкт-Петербурге. Кладбище было уничтожено в советские годы. Весной 2024 года надгробие Талиева Д.И. было обнаружено во дворе ДК Газа в Санкт-Петербурге. Активисты организовали перевозку надгробия обратно на Митрофаньевское, и 30 августа 2024 года надгробие в виде колонны было установлено на мемориальном участке Митрофаньевского кладбища.

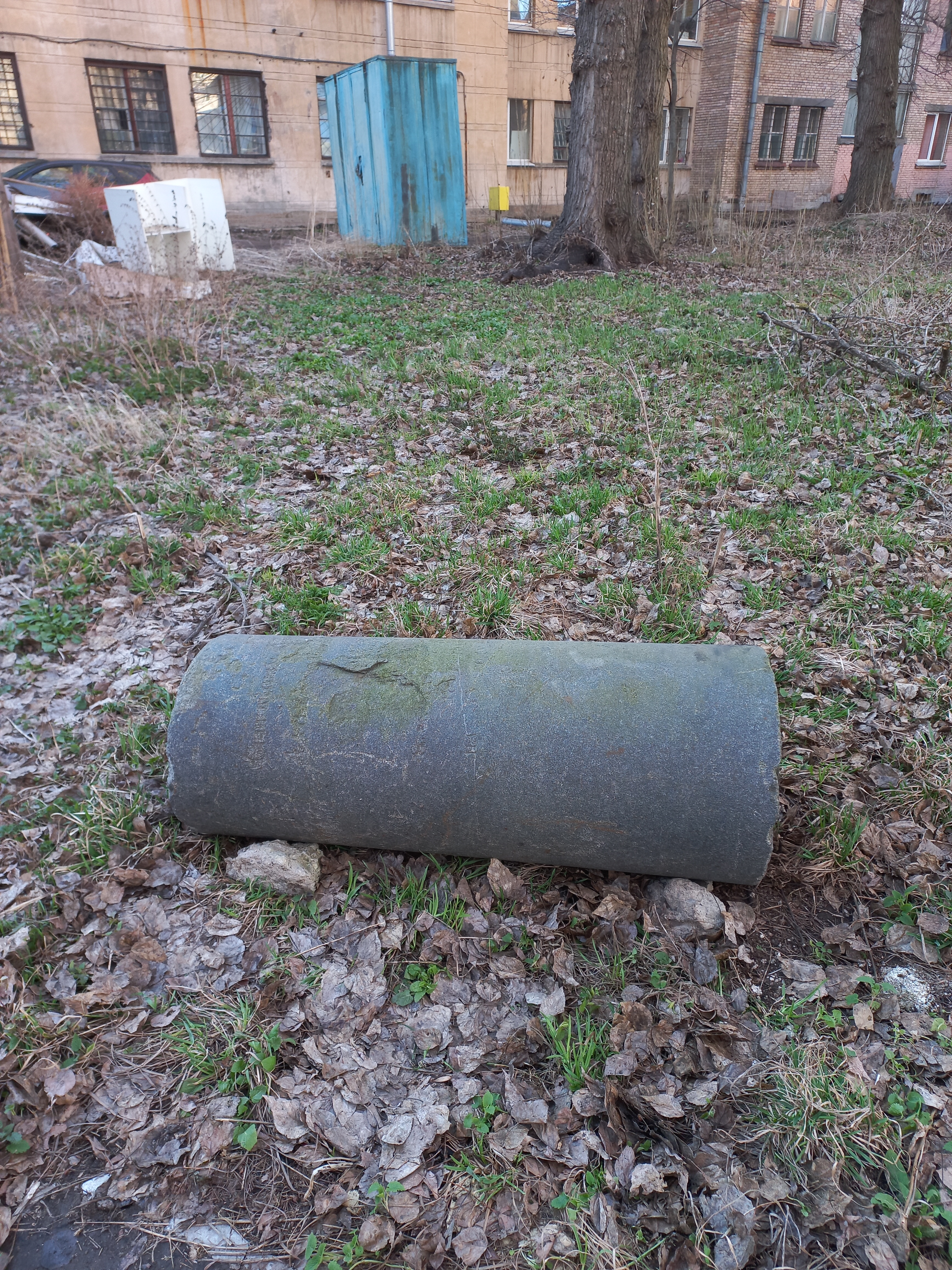
Надгробие Д.И. Талиева во дворе ДК Газа, апрель 2024 года

## Семья
Был женат.
Брат священника П. И. Талиева.

## Награды
- Орден Святого Владимира 4-й степени,
- Орден Святой Анны 2-й степени,
- награжден тремя другими орденами Российской империи.